# 遠藤水城
遠藤 水城（えんどう みずき、1975年10月8日 - ）は、現代美術を専門とするキュレーター。北海道札幌市出身。東山 アーティスツ・プレイスメント・サービス (HAPS)エグゼクティブ・ディレクター、一般社団法人HAPS代表理事。国際美術評論家連盟会員。

## 経歴
1994年、横浜国立大学に入学。在学時には室井尚、梅本洋一らに師事。2001年、九州大学比較社会文化研究学府修士課程修了、2004年、同学府博士後期課程単位修得退学。在学時は毛利嘉孝、清水展らに師事。大学院在学時より現代音楽、即興音楽、実験音楽などのイベントオーガナイザーとして活動を開始する。2004年、アーティストの安部貴住、詩人の尾中俊介とデザイナーの田中慶二（Calamari inc.）、ミュージシャンのシェーン・ボーデン（deterra）らとart space tetraを福岡市に設立。ほかに、2005年にはフィリピン・マニラにFuture Prospects Art Space、2007年にはアーティストの中崎透とともに水戸市に遊戯室(中崎透＋遠藤水城) など、アートスペース設立に携わる。2004-05年、日本財団APIフェローとしてフィリピンおよびインドネシアに滞在。2005年、ベルガモ近現代美術館（GAMeC）が主催する若手キュレーターに贈られる国際賞「Lorenzo Bonaldi Art Prize」を受賞。2006年、「Singapore Biennale 2006」ネットワーキング・キュレーターを務めたのち、2007年、アジアン・カルチュラル・カウンシルのフェローシップを得て米国に滞在。2007-2010年、茨城県が主催するアーティスト・イン・レジデンス事業「アーカスプロジェクト」のディレクターを務める。2009年、「福岡アジア美術トリエンナーレ」協力キュレーター。「CREAM ヨコハマ国際映像祭 2009」キュレーター。2011年、東山 アーティスツ・プレイスメント・サービス (HAPS)の代表を務める。2014年、「国東半島芸術祭」レジデンス・ディレクター。2017年より2020年までベトナム・ハノイ市にあるVincom Center for Contemporary Art (VCCA)の芸術監督。2018年より2024年12月まで、京都芸術大学大学院修士課程グローバル・ゼミ客員教授。2019年4月より東山 アーティスツ・プレイスメント・サービス (HAPS)代表理事。

## 著書
単・編著
- 『アメリカまで』（とんつーレコード、2009年）＊熊谷伊佐子、田中功起、千葉成夫、長谷川祐子、平野千枝子、村上隆へのインタビュー集
- 『曽根裕: Perfect Moment』（月曜社、2011年）＊同展カタログ ISBN 978-4901477796
- 『陸の果て、自己への配慮』（pub、2013年）ISBN 978-4907180003

共著
- 『キュレーションの現在―アートが「世界」を問い直す』（フィルムアート社、2015年） ISBN 978-4845914531
- 『現代アートの本当の楽しみ方―表現の可能性を見つけにいこう』（フィルムアート社、2015年）＊五野井郁夫との対談  ISBN 978-4845915606
- 『地域アート―美学／制度／日本』（堀之内出版、2016年）＊田中功起、藤田直哉との鼎談  ISBN 978-4906708550
- 『アートプロジェクトの悩み―現場のプロたちはいつも何に直面しているのか』（フィルムアート社、2016年）＊千葉正也との対談 ISBN 978-4845916108
- 『半島論 文学とアートによる叛乱の地勢学』（響文社、2018年） ISBN 978-4877991432

共訳書
- ジェイムズ・クリフォード『ルーツ―20世紀後期の旅と翻訳』（月曜社、2002年）ISBN 978-4901477017

## インタビュー
- 批評と社会体制
- ハノイで考える それでもアートをやること